# Monodéshydroascorbate réductase (NADH)
Une monodéshydroascorbate réductase (MDAR) est une oxydoréductase qui catalyse la réaction :
NADH + H+ + 2 monodéshydroascorbate  {\displaystyle \rightleftharpoons }  NAD+ + 2 ascorbate.
Cette enzyme intervient dans le cycle glutathion-ascorbate des plantes, l'un des systèmes antioxydants de ces organismes pour se prémunir des dégâts provoqués par les dérivés réactifs de l'oxygène générés par les chaînes de transport d'électrons. On trouve de telles enzymes dans le cytosol, les chloroplastes, les glyoxysomes et les peroxysomes des feuilles. Les autres enzymes du cycle sont l'ascorbate peroxydase, la glutathion déshydrogénase et la glutathion réductase.

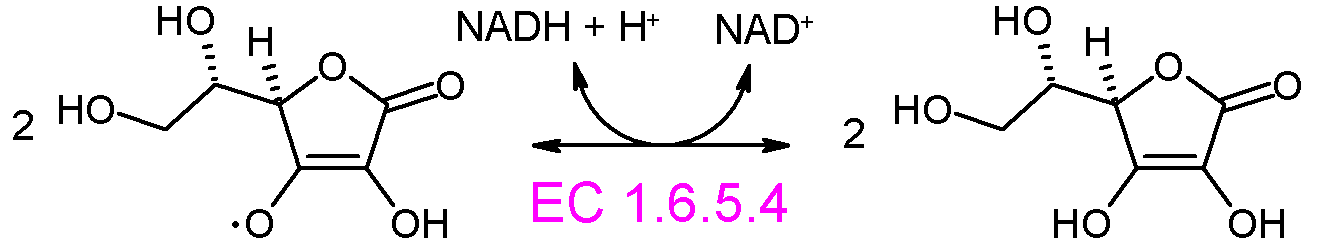
Réaction catalysée par les monodéshydroascorbate réductases à NADH.